# Aliabad-e Gheszlagh
Aliabad-e Gheszlagh (perski: علي ابادقشلاق) – wieś w północnym Iranie, w ostanie Azerbejdżan Wschodni. W 2006 roku miejscowość liczyła 981 mieszkańców w 259 rodzinach.